# Malaysias Grand Prix 2014
Malaysias Grand Prix 2014 (officielle navn: 2014 Formula 1 Petronas Malaysia Grand Prix) var et Formel 1-løb som blev arrangeret 30. marts 2014 på Sepang International Circuit udenfor Kuala Lumpur i Malaysia. Det var det andet løb i Formel 1-sæsonen 2014 og 16. gang at Malaysias Grand Prix blev arrangeret. Løbet blev vundet af Lewis Hamilton i Mercedes, foran sin teamkollega Nico Rosberg og Red Bulls Sebastian Vettel.

## Resultater

### Kvalifikation
| Pos.               | Nr. | Kører             | Konstruktør          | Del 1    | Del 2    | Del 3    | Grid |
| ------------------ | --- | ----------------- | -------------------- | -------- | -------- | -------- | ---- |
| 1                  | 44  | Lewis Hamilton    | Mercedes             | 1.57,202 | 1.59,041 | 1.59,431 | 1    |
| 2                  | 1   | Sebastian Vettel  | Red Bull-Renault     | 1.57,654 | 1.59,399 | 1.59,486 | 2    |
| 3                  | 6   | Nico Rosberg      | Mercedes             | 1.57,183 | 1.59,445 | 2.00,050 | 3    |
| 4                  | 14  | Fernando Alonso   | Ferrari              | 1.58,889 | 2.01,356 | 2.00,175 | 4    |
| 5                  | 3   | Daniel Ricciardo  | Red Bull-Renault     | 1.58,913 | 2.00,147 | 2.00,541 | 5    |
| 6                  | 7   | Kimi Räikkönen    | Ferrari              | 1.59,257 | 2.01,532 | 2.01,218 | 6    |
| 7                  | 27  | Nico Hülkenberg   | Force India-Mercedes | 1.58,883 | 2.00,839 | 2.01,712 | 7    |
| 8                  | 20  | Kevin Magnussen   | McLaren-Mercedes     | 2.00,356 | 2.02,094 | 2.02,213 | 8    |
| 9                  | 25  | Jean-Éric Vergne  | Toro Rosso-Renault   | 2.01,689 | 2.02,096 | 2.03,078 | 9    |
| 10                 | 22  | Jenson Button     | McLaren-Mercedes     | 2.00,889 | 2.01,810 | 2.04,053 | 10   |
| 11                 | 26  | Daniil Kvjat      | Toro Rosso-Renault   | 2.01,175 | 2.02,351 |          | 11   |
| 12                 | 21  | Esteban Gutiérrez | Sauber-Ferrari       | 2.01,134 | 2.02,369 |          | 12   |
| 13                 | 19  | Felipe Massa      | Williams-Mercedes    | 2.00,047 | 2.02,460 |          | 13   |
| 14                 | 11  | Sergio Pérez      | Force India-Mercedes | 2.00,076 | 2.02,511 |          | 14   |
| 15                 | 77  | Valtteri Bottas1  | Williams-Mercedes    | 1.59,709 | 2.02,756 |          | 181  |
| 16                 | 8   | Romain Grosjean   | Lotus-Renault        | 2.00,202 | 2.02,885 |          | 15   |
| 17                 | 13  | Pastor Maldonado  | Lotus-Renault        | 2.02,074 |          |          | 16   |
| 18                 | 99  | Adrian Sutil      | Sauber-Ferrari       | 2.02,131 |          |          | 17   |
| 19                 | 17  | Jules Bianchi     | Marussia-Ferrari     | 2.02,702 |          |          | 19   |
| 20                 | 10  | Kamui Kobayashi   | Caterham-Renault     | 2.03,595 |          |          | 20   |
| 21                 | 4   | Max Chilton       | Marussia-Ferrari     | 2.04,388 |          |          | 21   |
| 22                 | 9   | Marcus Ericsson   | Caterham-Renault     | 2.04,407 |          |          | 22   |
| 107%-tid: 2.05,385 |     |                   |                      |          |          |          |      |
| Kilde:             |     |                   |                      |          |          |          |      |

### Løbet
| Pos.   | Nr. | Kører             | Konstruktør          | Omgange | Tid/Udgået     | Startpos. | Point |
| ------ | --- | ----------------- | -------------------- | ------- | -------------- | --------- | ----- |
| 1      | 44  | Lewis Hamilton    | Mercedes             | 56      | 1.40.25,974    | 1         | 25    |
| 2      | 6   | Nico Rosberg      | Mercedes             | 56      | +17,313        | 3         | 18    |
| 3      | 1   | Sebastian Vettel  | Red Bull-Renault     | 56      | +24,534        | 2         | 15    |
| 4      | 14  | Fernando Alonso   | Ferrari              | 56      | +35,992        | 4         | 12    |
| 5      | 27  | Nico Hülkenberg   | Force India-Mercedes | 56      | +47,199        | 7         | 10    |
| 6      | 22  | Jenson Button     | McLaren-Mercedes     | 56      | +1.23,691      | 10        | 8     |
| 7      | 19  | Felipe Massa      | Williams-Mercedes    | 56      | +1.25,076      | 13        | 6     |
| 8      | 77  | Valtteri Bottas1  | Williams-Mercedes    | 56      | +1.25,537      | 18        | 4     |
| 9      | 20  | Kevin Magnussen   | McLaren-Mercedes     | 55      | +1 omgang      | 8         | 2     |
| 10     | 26  | Daniil Kvjat      | Toro Rosso-Renault   | 55      | +1 omgang      | 11        | 1     |
| 11     | 8   | Romain Grosjean   | Lotus-Renault        | 55      | +1 omgang      | 15        |       |
| 12     | 7   | Kimi Räikkönen    | Ferrari              | 55      | +1 omgang      | 6         |       |
| 13     | 10  | Kamui Kobayashi   | Caterham-Renault     | 55      | +1 omgang      | 20        |       |
| 14     | 9   | Marcus Ericsson   | Caterham-Renault     | 54      | +2 omgange     | 22        |       |
| 15     | 4   | Max Chilton       | Marussia-Ferrari     | 54      | +2 omgange     | 21        |       |
| Ret    | 3   | Daniel Ricciardo  | Red Bull-Renault     | 49      | Skade          | 5         |       |
| Ret    | 21  | Esteban Gutiérrez | Sauber-Ferrari       | 35      | Gearkasse      | 12        |       |
| Ret    | 99  | Adrian Sutil      | Sauber-Ferrari       | 32      | Elektrisk fejl | 17        |       |
| Ret    | 25  | Jean-Éric Vergne  | Toro Rosso-Renault   | 18      | Motorenhed     | 9         |       |
| Ret    | 17  | Jules Bianchi     | Marussia-Ferrari     | 8       | Bremser        | 19        |       |
| Ret    | 13  | Pastor Maldonado  | Lotus-Renault        | 7       | Motorenhed     | 16        |       |
| DNS    | 11  | Sergio Pérez      | Force India-Mercedes | 0       | Gearkasse      | 14        |       |
| Kilde: |     |                   |                      |         |                |           |       |

Noter til tabellerne:
- 1:  - Valtteri Bottas fik en gridstraf på tre placeringer for at have hindret Daniel Ricciardo under kvalifikationen.[5]

## Stillingen i mesterskaberne efter løbet
| Nr. | +/- | Kører             | Point |
| --- | --- | ----------------- | ----- |
| 1   |     | Nico Rosberg      | 43    |
| 2   | -   | Lewis Hamilton    | 25    |
| 3   | 1   | Fernando Alonso   | 24    |
| 4   | 1   | Jenson Button     | 23    |
| 5   | 3   | Kevin Magnussen   | 20    |
| 6   |     | Nico Hülkenberg   | 18    |
| 7   | -   | Sebastian Vettel  | 15    |
| 8   | 3   | Valtteri Bottas   | 14    |
| 9   | 2   | Kimi Räikkönen    | 6     |
| 10  | -   | Felipe Massa      | 6     |
| 11  | 3   | Jean-Éric Vergne  | 4     |
| 12  | 3   | Daniil Kvjat      | 3     |
| 13  | 3   | Sergio Pérez      | 1     |
| 14  | -   | Romain Grosjean   | 0     |
| 15  | 4   | Adrian Sutil      | 0     |
| 16  | 4   | Esteban Gutiérrez | 0     |
| 17  | 4   | Max Chilton       | 0     |
| 18  | -   | Kamui Kobayashi   | 0     |
| 19  | -   | Marcus Ericsson   | 0     |
| NC  | -   | Jules Bianchi     | 0     |
| NC  | -   | Pastor Maldonado  | 0     |
| NC  | -   | Daniel Ricciardo  | 0     |

| Nr. | +/- | Konstruktør          | Point |
| --- | --- | -------------------- | ----- |
| 1   | 1   | Mercedes             | 68    |
| 2   | 1   | McLaren-Mercedes     | 43    |
| 3   |     | Ferrari              | 30    |
| 4   |     | Williams-Mercedes    | 20    |
| 5   |     | Force India-Mercedes | 19    |
| 6   | -   | Red Bull-Renault     | 15    |
| 7   | 1   | Toro Rosso-Renault   | 7     |
| 8   |     | Sauber-Ferrari       | 0     |
| 9   | -   | Lotus-Renault        | 0     |
| 10  | -   | Caterham-Renault     | 0     |
| 11  | 3   | Marussia-Ferrari     | 0     |